# Cambala washingtonensis
Cambala washingtonensis är en mångfotingart som beskrevs av Ottis Robert Causey 1954. Cambala washingtonensis ingår i släktet Cambala och familjen Cambalidae. Inga underarter finns listade i Catalogue of Life.